# Isidor Eriksson
Karl William Isidor "Isse" Eriksson, född 11 november 1909 i Sånga församling, Uppland, död 21 januari 1979 i Högalids församling, Stockholm, var en svensk fotbollsspelare (vänsterhalv) som blev svensk mästare med AIK säsongen 1936/37. Eriksson var också uttagen i det svenska landslaget i OS-truppen 1936. 

## Fotbollskarriär
Eriksson var uttagen i den svenska fotbollstruppen till OS 1936 men någon speltid fick han emellertid inte. Kanske var detta dock inget han grämde sig över då Sverige i en skrällmatch förlorade mot Japan i ett av svensk fotbolls allra största bakslag i och med den oväntade 3–2-förlusten. Resultatet innebar att OS var över för Sveriges del – efter endast en spelad match.
"Isse" Erikson besatt en stor moral och var något av ett konditionsfenomen. Eventuella brister i tekniken kompenserade han med sin energi.
Eriksson, med Årsta SK som moderklubb, fick aldrig göra någon riktig landskamp. Dock blev han svensk mästare med sitt AIK säsongen 1936/37.

## Privatliv
Eriksson gifte sig med Anna-Lisa med vilken han fick sonen Lars.

## Meriter

### I landslag
Sverige
- Uttagen till OS (1): 1936 (ingen speltid)
- 3 B-landskamper

### I klubblag
AIK
- Svensk mästare 1936/37

### Webbkällor
- Profil på aik.se
- Lista på landskamper, svenskfotboll.se, läst 2013 02 20